# باتريك هيوز (مخرج)
باتريك هيوز (بالإنجليزية: Patrick Hughes)‏ (و. 1978  م) هو مخرج أفلام، وكاتب سيناريو، ومنتج أفلام، ومونتير، من أستراليا، ولد في أستراليا.

## وصلات خارجية
- باتريك هيوز في قاعدة بيانات الأفلام على الإنترنت
- باتريك هيوز على موقع IMDb (الإنجليزية)
- باتريك هيوز على موقع ألو سيني (الفرنسية)
- باتريك هيوز على موقع أول موفي (الإنجليزية)
- باتريك هيوز على موقع بوكس أوفيس موجو (الإنجليزية)
- باتريك هيوز على موقع قاعدة بيانات الأفلام السويدية (السويدية)
- باتريك هيوز على موقع كينوبويسك (الروسية)